# Колбасін Григорій Володимирович
Григорій Володимирович Колбасін (нар. 5 листопада 1977) — український волейболіст, дефлімпійський чемпіон (2005) та срібний призер (2001).